# Diecinueve de Octubre
Diecinueve de Octubre är en ort i Mexiko.   Den ligger i kommunen Carmen och delstaten Campeche, i den sydöstra delen av landet, 800 km öster om huvudstaden Mexico City. Diecinueve de Octubre ligger 1 meter över havet och antalet invånare är 114.
Terrängen runt Diecinueve de Octubre är mycket platt. Runt Diecinueve de Octubre är det glesbefolkat, med 11 invånare per kvadratkilometer. Närmaste större samhälle är Juan de la Cabada Vera, 15,1 km söder om Diecinueve de Octubre. Trakten runt Diecinueve de Octubre består till största delen av jordbruksmark.